# Paul Goldman
Paul Goldman (* ?), ein Aborigine, ist ein australischer Regisseur und Produzent, der  sozialkritische Filme über die Lebensverhältnisse der Aborigines und des australischen Lebens sowie zahlreiche Musikstücke und Videos verlegt hat. 

## Beruf
Paul Goldman studierte am Melbourne's Swinburne Institute of Technology Film and Television School. Schon als Student produzierte er Musikvideos. Nach seinem Studienabschluss im Jahre 1980 baute er das Musikstudio The Rich Kids auf. Bei seiner Arbeit, bei der er zwischen London und Los Angeles pendelte, produzierte er sowohl für europäische als auch für angloamerikanische Gesellschaften. Er stellte mittlerweile mehr als 200 Musikvideos für beispielsweise Elvis Costello, Nick Cave, Kylie Minogue und MTV her. 

## Filme

### Australian Rules
Sein erster Film Australian Rules ist Goldmans bisher erfolgreichster; die Weltpremiere fand im Januar 2002 auf dem Sundance Film Festival als Teil des Adelaide Art Festival statt. Mark Lazarus, der Filmproduzent, rechnete damit, dass der Film wenig Erfolg haben würde und dass er maximal 10 Aufführungen erreichen könnte. Er war umso mehr überrascht, dass er wieder und wieder in Australien und auch international in englischsprachigen Ländern aufgeführt wurde. 
Paul Goldmans Filmdebüt basiert auf einer autobiographischen Gegebenheit, die in Phillip Gwynnes Roman Deadly, Unna? niedergeschrieben ist, und die er filmisch dramatisierte. Er zeigt mit diesem Film ein soziales Spiegelbild des heutigen Australiens und die Gesellschaftsstrukturen zwischen Aborigines und Weißen auf. 
Die Filmgeschichte spielt in einem dörflichen Umfeld, im fiktiven Dorf Prospect Bay, dennoch steht dieses Dorf für den existierenden Rassismus nicht nur für Australien. Prospect Bay, ist ein armes Fischerdorf in Südaustralien, in dem der weiße 16-jährige Gary Black (Nathan Phillips), genannt Blacky lebt, der Mitglied der dörflichen Footballmannschaft ist. Zu den besten Freunden von Blacky zählt der Fußballspieler Dumby Red (Luke Carroll), ein Aborigine. Dort erleben die footballspielenden Aborigines die rassistischen Erniedrigung durch die Weißen. Der Fischer Bob Black (Simon Westaway), der aggressive und alkoholabhängige Vater von Gary, ist ein Rassist, der die Freundschaft zu dem Aborigineknaben nicht toleriert und massiv ablehnt. Gary verliebt sich in die Schwester von Dumby Clarence (Lisa Flanagan). 
Als bei einem regionalen Footballturnier die zur Hälfte aus Aborigines bestehende Mannschaft von Prospect Bay nach 37 Jahren Niederlagen endlich das Endspiel vor allem durch den Einsatz der Aborigines gewinnt, explodiert die rassistische Spannung auf dem Abschlussfest und als Dumby Red dabei getötet wird, zerbricht die Dorfgemeinschaft. Blacky sucht mit Clarence eine andere Perspektive. 
Der Film zeigt eine stille Revolution gegen den herrschenden Rassismus und endet nicht mit der Eskalation im Film, sondern zeigt diese in der Mitte des Films. Es ist nicht die Absicht von Goldman vordergründig Anklage zu führen, sondern zu zeigen, dass Rassismus nur durch die Politisierung und Engagement aller beteiligten Volksgruppen minimiert und beseitigt werden kann.

### Suburban Mayhem
Katrina Skinner (Emily Barclay) ist eine 19 Jahre alte alleinerziehende Mutter, die Männer verführt. Sie ist das Klischee des bad girl, die ihre Nachbarn und Freunde terrorisiert, faul und egozentrisch ist und Sex zur Manipulation von Männern einsetzt. Nach dem Tod ihres Vaters (Robert Morgan) verliert sie Halt, ihren Job und finanzielle Unterstützung. Sie vernachlässigt ihr Kind, das ihr von Sozialorganisationen weggenommen wird. Sie liebt ihren Bruder Danny (Laurenz Breuls), der bei einem Diebstahl einen Mord begeht und dafür lebenslang ins Zuchthaus kommt. Erst nach diesen Erlebnissen findet sie einen Weg zu sich, einem Leben und zu ihrem Kind. Dieser sozialkritische Film zeigt die Lebensverhältnisse australischer Vorstädte auf, in denen die australische Jugend aufwächst und wie schnell sie in soziale und persönliche Schieflagen geraten kann.
In diesem Drama spielt Mia Wasikowska die Rolle der jungen und unschuldigen 16-jährigen Lilya, die als Maniküre in einem Schönheitssalon arbeitet und von Katrina korrumpiert und zu Sex, Drogen und Gewalt verführt wird. Ihr Spielfilmdebüt brachte Wasikowska den Preis des Australian Film Institute, Australiens wichtigsten Filmpreis, ein.

### The Night We Called It A Day
Dieser Film von 2002 basiert auf einer wahren Gegebenheit auf der Australientour, die Frank Sinatra im Jahre 1974 erlebte. Der Rockpromoter Rod Blue (Joel Edgerton) sucht den geschäftlichen Erfolg, der seinem Leben eine Wendung geben soll und er begleitet Frank Sinatra durch Australien. Ihn verfolgt das Pech, und Sinatra (Dennis Hopper) sitzt wegen eines Streiks ohne Wasser und Essen, Telefon und Kraftstoff für sein Flugzeug fest. Das Drama entwickelt sich, weil Sinatra nicht umgänglich ist.

### Cannot Buy My Soul
Der Dokumentationsfilm der besten Sänger und Liedermacher im Jahre 2008 fand zwei Nächte lang im Großen Staatstheater von Sydney statt. Es war der gelungene Versuch, die westliche und die „aboriginal“ Gesangsstationen und die Lebensart durch unterschiedlicher gesangliche Traditionen und Erfahrungen zu verknüpfen. Die Musik und Gesänge hatten das Christentum und das Leid und Zeremonien der Aborigines zum Thema. Es gelang vor allem die Lebensgeschichte beider Volksgruppen bei den Songaufführungen in besonderer Weise zur erfahren und zu erleben.

## Filmografie
- 2024: Kid Snow